# Crégy-lès-Meaux
 Crégy-lès-Meaux  es una población y comuna francesa, en la región de Isla de Francia, departamento de Sena y Marne, en el distrito de Meaux y cantón de Meaux-Nord.

## Demografía
| 772 | 793 | 786 | 1007 | 2294 | 3677 |
| Para los censos de 1962 a 1999 la población legal corresponde a la población sin duplicidades (Fuente: INSEE [Consultar]) |     |     |      |      |      |